# Sebastián Charquero
Jonathan Sebastián Charquero López (Montevideo, 21 febbraio 1989) è un calciatore uruguaiano, attaccante del Parque del Plata.